# アメリカ大陸の遊園地の一覧
本項目はアメリカ大陸にある遊園地の一覧である。北アメリカ及び中南米の遊園地を含んでいる。

## 北アメリカ

### カナダ
- アトランティック・プレイランド
- アフリカン・ライオンサファリ
- オンタリオ・プレイス
- クリスタル・プレイス
- ストーリーランド
- プレイランド
- マジック・マウンテン・ウォーターパーク
- マリンランド
- ラ・ロンド
- ワイルド・ウォーター・キングダム

### アメリカ合衆国
- アドベンチャー・シティ
- アトランタ動物園
- ウィロースプリングス・ウォーターパーク
- ウォーターヴィルUSA
- ウォーターワールド・カリフォルニア
- ウォルト・ディズニー・ワールド・リゾート
  - マジックキングダム
  - エプコット
  - ディズニー・ハリウッド・スタジオ
  - ディズニー・アニマル・キングダム
- オークランド動物園
- カリフォルニアズ・グレート・アメリカ
- キャッスルパーク
- キャロウィンズ
- サンタクルーズ・ビーチ・ボードウォーク
- シックスフラッグス・オーバー・テキサス
- シックスフラッグス・グレート・アドベンチャー
- シックスフラッグス・グレート・アメリカ
- シックスフラッグス・ディスカバリー・キングダム
- シックスフラッグス・ハリケーン・ハーバー
- シックスフラッグス・ホワイト・ウォーター
- シックスフラッグス・マジック・マウンテン
- シダーポイント
- シーワールド・サンディエゴ
- スカンディナ遊園地
- ディズニークエスト
- ディズニーランド・リゾート
  - ディズニーランド
  - ディズニー・カリフォルニア・アドベンチャー
- ナッツベリーファーム
- ナッツ・ソークシティ
- ネバーランド・ランチ
- パシフィックパーク
- ファンランド・アミューズメントパーク
- ベルモント・パーク
- ユニバーサル・スタジオ・ハリウッド
- レイジング・ウォーターズ
- レゴランド・カリフォルニア
- ワイルド・リバー・カウンティ

### メキシコ
- アフリカン・サファリ
- シックス・フラッグス・メキシコ

### ジャマイカ
- クール・ランニング・ウォーターパーク

## 南アメリカ

### ブラジル
- ホピ・ハリ

### チリ
- ファンタジランディア

この一覧は未完成です。加筆、訂正して下さる協力者を求めています。